# SoftBank Group
SoftBank Group Corp. (japonsky ソフトバンクグループ株式会社 – Sofutobanku Gurūpu kabušiki gaiša) je japonská nadnárodní holdingová společnost založená v roce 1981 se sídlem v Tokiu. SoftBank má plné vlastnictví společností Softbank Corp., ARM Holdings, Fortress Investment Group, Boston Dynamics a také vlastní podíly ve společnostech Alibaba Group, Uber, Didi Chuxing mimo jiné.